# Kronologija Domovinskog rata: kolovoz 1995.

### 1. kolovoza
- Hrvatska neće pregovarati s ratnim zločincima i neće pregovarati ni o čemu drugom osim o reintegraciji okupiranih područja u svoj ustavno-državni poredak, komentira uspjehe hrvatskih snaga na oraškom i glamočkom području i Splitsku deklaraciju Večernji list.[1]
- Veleposlanik SAD u Hrvatskoj Peter Galbraith izjavio, nakon razgovora s predsjednikom Tuđmanom na Brijunima, da su napadi hrvatskih Srba na bihaćko područje potpuno bespravni te da, u duhu Splitske deklaracije, međunarodna zajednica podupire legitimnost hrvatsko-bošnjačkog saveza.[1]
- Glasnogovornik UNPROFOR-a Aleksandar Ivanko izjavio u Sarajevu da se u zapadnoj Bosni sada uz Mladića nalaze još tri generala bosanskih Srba - Milovanović, Tolimir i Gvero - koji imaju zadaću učvrstiti poljuljane pozicije Karadžićeve vojske.[1]

### 2. kolovoza
- Martić i njegovi istomišljenici žrtvuju vas svjesno, Knin je danas tempirana bomba u koju se slilo 35.000 ljudi, dok je po popisu iz 1991. godine u njemu živjelo 11.700 stanovnika, stoji u otvorenom pismu povjerenika hrvatske Vlade za Knin Petra Pašića građanima srpske nacionalnosti u Kninu.[1]
- Nakon 16 mjeseci stanke, srpski pobunjenici ponovno ispalili 20-ak granata na Gospić.[1]

### 3. kolovoza
- U Ženevi počeli pregovori predstavnika hrvatske vlasti i pobunjenih hrvatskih Srba iz Knina. Hrvatska su stajališta da Srbi odmah prihvate mirnu reintegraciju u hrvatski ustavno-pravni poredak.[1]
- Ako pobunjeni Srbi i ovaj put odbiju pristati na mirnu reintegraciju okupiranih područja Republike Hrvatske i nastave s nasiljem protiv Hrvatske i BiH, Hrvatska će biti primorana da poduzme najoštrije mjere kako bi se zaustavili napadi na zaštićenu zonu UN-a na području Bihaća te na sjeverna i južna okupirana područja Hrvatske, izjavio predsjednik Tuđman primajući u Predsjedničkim dvorima njemačkog veleposlanika Horsta Wiesela na njegov zahtjev.[1]
- Ništa nije ostvareno od obećanja što ih je kninsko vodstvo dalo Yasushiju Akashiju, izjavio u Zagrebu dr. Mate Granić u razgovoru s britanskim veleposlanikom Gavinom Hewitom, kojeg je primio na njegov zahtjev.[1]
- Na dosad oslobođenom području Hrvatske obnovit će se 16.164 kuće pete i šeste kategorije oštećenja, a do kraja godine očekuje se dovršetak 5.500 objekata na oslobođenim područjima, izjavio na konferenciji za novinare u Zagrebu ministar obnove i razvitka dr. Jure Radić.[1]
- Snage Fikreta Abdića opstruiraju konvoj UNHCR-a za izgladnjeli Bihać, postavljajući neprihvatljive uvjete za njegov prolazak, izjavila u Zagrebu glasnogovornica UNHCR-a Alemka Lisinski.[1]
- Nove rezolucije i odluke međunarodne zajednice i NATO-a braniteljima Bihaća ne znače mnogo.[1]
- Zapovjednik glavnog stožera HVO regije Bihaća Ivan Prša, dozapovjednik Danijel Obajdin i zapovjednik 5. korpusa Armije BiH Atif Dudaković jedinu istinsku pomoć vide u Hrvatskoj vojsci.[1]
- Predsjednik Clinton razmotrio sa svojim savjetnicima stanje u zapadnom dijelu BiH, izjavio u Washingtonu glasnogovornik Bijele kuće Mike McCurry. Naglašeno kako SAD pozdravljaju suradnju bosanskih Muslimana i Hrvata kao posljedicu dogovora o Federaciji i konfederaciji s Hrvatskom.[1]

### 4. kolovoza
- Jutros točno u 5 sati započela vojno-redarstvena akcija hrvatskih oružanih snaga pod nazivom Oluja 95 na okupirana područja Republike Hrvatske.[1]
- Srpske pobunjeničke crte probijene na 30 taktičkih smjerova u pojasevima odgovornosti zbornih područja HV Bjelovara, Zagreba, Karlovca, Gospića i Splita. Hrvatsko zrakoplovstvo uništilo radiorelejno čvorište Ćelavac, te zapovjedno mjesto četničkog korpusa i jedne brigade, javljaju izvori Hrvatske vojske.[1]
- Pozivam sve pripadnike srpskih paravojnih postrojbi, koji su svojevoljno ili prisilno mobilizirani u paravojne srpske postrojbe, da predaju oružje hrvatskim vlastima, uz jamstvo da će im biti udijeljena amnestija prema važećim hrvatskim zakonima, stoji u poruci predsjednika Republike Hrvatske dr. Franje Tuđmana hrvatskim građanima srpske nacionalnosti u povodu početka akcije Hrvatske vojske i policije Oluja. Ova Predsjednikova poruka neprestano se ponavlja svakih pola sata na svim hrvatskim radio i TV postajama. Također, pozvao je sve građane srpske nacionalnosti da ostanu u svojim kućama i bez bojazni dočekaju hrvatsku vlast.[1]
- Hrvatska je vojska na vrijeme izvijestila sve pripadnike UNCRO-a o redarstveno-vojnoj akciji, kojoj je cilj uspostaviti ustavno-pravni poredak na okupiranim područjima.[1]
- U podmuklom napadu na Dubrovnik i njegovo šire područje srbočetničkih postrojbi dalekometnim topovima iz istočne Hercegovine ubijeni hrvatski civili Frano Goić (24), Danijela Spajić (25), i Orsat Domaćin (19), dok je troje ljudi teže ozlijeđeno.[1]
- Pedesetak ranjenih i jedna poginula osoba i velike materijalne štete posljedice su osmosatnog, vjeruje se posljednjeg, četničkog topničko-raketnog napada na Sisak, izjavio sisačko-moslavački župan Đuro Brodarac.[1]
- Diplomatski pregovori u Ženevi nisu uspjeli odložiti vojni sukob, jer srpski secesionisti nisu pristali da se mirno reintegriraju u Hrvatsku, hrvatske su vlasti krenule vojnim putom, pišu francuski mediji.[1]
- Pada ideja velike Srbije. Samo do ožujka ove godine bosanski su Srbi u ratu izgubili 16.342 čovjeka, a potom su velike gubitke imali u posavskom koridoru, oko Sarajeva i posebice na livanjsko-grahovsko-glamočkom bojištu, izjavio u intervjuu za Večernji list predsjednik Federacije BiH i predsjednik Predsjedničkog vijeća HR Herceg-Bosne Krešimir Zubak.[1]

### 5. kolovoza
- Hrvatska vojska oslobodila Knin, Gračac, Lovinac, Ljubovo, Žitnić, Rakovicu i Primišlje i otvorila put prema Slunju. Oslobađanjem Dubice HV izbila na granicu s BiH. Preko Grabovca HV se spojila s Petim korpusom Armije BiH. Hrvatske snage dosad oslobodile više od 720 četvornih kilometara.[1]
- Najstrašniji dio Vaše izjave je Vaš pokušaj da povučete određene paralele između barbarskih napada pobunjenih Srba na glavni grad Hrvatske i legitimne akcije redovitih hrvatskih snaga s ciljem reintegracije okupiranih dijelova suverenog teritorija Hrvatske, stoji u pismu dr. Mate Granića upućenom mirovnom posredniku UN-a Carlu Bildtu u povodu njegove izjave, u kojoj cinično osuđuje hrvatsku oslobodilačku akciju.[1]
- Razumijem hrvatske akcije. Čekali su četiri godine da UN reintegrira njihova područja, a ovi su podbacili, kao i u Bosni, izjavio vođa senatske većine u američkom Kongresu republikanac Bob Dole.[1]

### 6. kolovoza
- Hrvatske oružane snage oslobodile Plaški, Novi Lički Osik i Vrhovine. Hrvatske vojne i redarstvene snage oslobodile i Slunj, Plitvice i Petrinju, čime se operacija Oluja bliži kraju, izjavio novinarima u Zagrebu načelnik Političke uprave Ministarstva obrane general-bojnik Ivan Tolj.[1]
- Oko 10.000 izbjeglica koji su s područja Slunja krenuli prema područjima BiH pod nadzorom bosanskih Srba došlo u Topusko, izjavila glasnogovornica UNHCR-a u Zagrebu Alemka Lisinski.[1]
- Zalihe hrane su posve iscrpljene, nove ne stižu. Nema struje, vode plina, prijete epidemije. Od srpskih granata je dosad poginulo 11.000 osoba i ako se grad do zime ne deblokira prijeti katastrofa, izjavili, opisujući stanje u Sarajevu, na konferenciji za novinare u Rijeci hrvatski veleposlanik u BiH dr. Zdravko Sančević i zamjenik sarajevskog gradonačelnika dr. Anto Zelić.[1]

### 7. kolovoza
- Operacija Oluja privodi se kraju, a svi korpusi neprijateljske vojske potpuno su razbijeni. Pregovori o predaji dvaju korpusa srpske vojske, koje je u Glini trebao voditi general-pukovnik Petar Stipetić, nisu održani, jer su srpski zapovjednici javili da imaju poteškoće s dolaskom u Glinu.[1]
- Hrvatska protuzračna obrana srušila dva neprijateljska zrakoplova tipa orao, koji su poletjeli s uzletišta u Mahovljanima kod Banjaluke i raketirali Mačkovac i Savski Bok. Poginula dva civila, a jedanaest ih je ranjeno. Raketirana i INA-Petrokemija u Kutini,a prouzročena samo velika materijalna šteta.[1]
- Prema procjenama Vladina Ureda za prognanike, Oluja je otvorila put za 101.249 ljudi do njihovih kuća. Kada se vrate, stječu pravo povratnika, što znači da još 3, 6, ili 12 mjeseci (ovisno o stupnju razrušenosti mjesta) imaju pravo na humanitarnu i novčanu pomoć.[1]
- Ministar vanjskih poslova BiH Muhamed Šaćirbej poslao pismo Boutrosu Ghaliju, u kojem izražava zabrinutost vlade BiH zbog velikog broja srpskih izbjeglica koji iz Hrvatske stižu u BiH i zatražio od UN-a da im pomogne da se vrate u Hrvatsku.[1]
- Ruski diplomat Aleksije Gorelik izjavio u Moskvi da Rusija zahtijeva od Vijeća sigurnosti osudu hrvatske akcije protiv pobunjenih Srba, te da je predstavnik Rusije u UN već dobio naputke u tom smislu.[1]
- Predsjednik humanitarne organizacije Liječnici svijeta dr. Bernard Granjon izjavio u Parizu kako su dvije generacije vojno sposobnih muškaraca nestale nakon nedavnog srpskog osvajanja muslimanskih enklava Žepe i Srebrenice.[1]
- Pokolj u Matićima: u znak osvete za svježi poraz u operaciji Oluji i raniji neuspjeh operacije Plamen, snage VRS granatirale selo Matiće kod Orašja pri čemu su ubili osmero hrvatske djece.Braniteljski portal:  IVAN PEPIĆ: Na današnji dan 7.8.1995. u selu Matići kod Orašja od minobacačke granate poginulo je osmero hrvatske djece/mladića koji su bili na pogrebu člana obitelji. Braniteljski portal. 7. kolovoza 1995. Pristupljeno 10. kolovoza 2020.[1]

### 10. kolovoza
- Razlozi za ovu operaciju bili su neuspjeh četverogodišnjih pregovora, neprovođenje mandata UNPROFOR-a i ugroženost Bihaća... S velikim interesom očekujemo dolazak Anthonyja Lakea i Petera Tarnoffa i nove američke prijedloge, rekao dr. Mate Granić novinarima u Zagrebu, objašnjavajući razloge vojno-redarstvene akcije i stajališta Hrvatske.[1]
- Prema priopćenju Okružnog državnog odvjetništva u Bjelovaru, pred Županijskim sudom u Bjelovaru 31. srpnja 1995. podignuta optužnica protiv 35 osoba s područja bivše općine Daruvara zbog krivičnih djela protiv čovječnosti i međunarodnog prava - ratnih zločina protiv civilnog stanovništva.[1]
- Knin je sačuvan jer je Hrvatska vojska gađala isključivo vojne ciljeve, izjavio general pukovnik Ivan Čermak, zapovjednik Zbornog mjesta Knin, u intervjuu Večernjem listu.[1]
- Banjalučki biskup Franjo Komarica izvijestio svjetske humanitarne organizacije o naglo pogoršanom stanju Hrvata u ovom kraju, te da se broj protjeranih obitelji popeo na vise od tisuću.[1]

### 11. kolovoza
- Vijeće sigurnosti UN prihvatilo novu Rezoluciju br. 1.009 o stanju u Hrvatskoj, kojom se zahtijeva poštovanje načela ljudskih i humanitarnih prava izbjeglih nakon vojno-policijske akcije na okupiranim područjima Hrvatske, te zaštita pripadnika UN.[2]
- Hrvatska očekuje podršku Vijeća Europe u obliku konkretnih projekata i mjera za uspostavu povjerenja, radi poštovanja ljudskih i manjinskih prava, pomirbe j obnove na oslobođenim područjima, te mirne reintegracije preostalih okupiranih područja, stoji u pismu dr. Mate Granića čelnicima europskih saveza.[2]

### 12. kolovoza
- Između osam i deset tisuća Hrvata istjerano je iz svojih domova na području Banjaluke, skupljeni su na stadionu i čekaju da budu protjerani u Hrvatsku, izjavio u Zagrebu prof. dr. Adalbert Rebić, ministar u hrvatskoj Vladi zadužen za prognane i izbjegle osobe.[2]
- U svojoj kući u banjalučkom prigradskom naselju Šaragovcu ubijena Anica Mijatović - treća hrvatska žrtva za posljednjih 10 dana.[2]
- HRVATSKA vojska nije pogodila nijedan zdravstveni objekt, dok su Srbi kao j 1991. nastavili sustavno rušiti bolnice... U bolnici u Kninu Yasushi Akashi čestitao mi je na odnosu naših liječnika prema zatečenom osoblju, bolesnicima i ranjenicima, izjavio u intervjuu Večernjem listu dr. Andrija Hebrang, hrvatski ministar zdravstva.[2]
- Međunarodni Crveni križ tvrdi da nedostaje najmanje 6.000 ljudi iz Srebrenice, dok američki izvori upozoravaju na nestanak čak 12.000 ljudi. U masovnoj grobnici kraj sela Kasabe moglo bi se nalaziti 2.700 ubijenih žrtava. Izvješće UN-a sadrži svjedočanstva četvorice preživjelih, piše londonski The Guardian.[2]

### 13. kolovoza
- Nakon četiri godine Vučurevićevi Srbi iz istočne Hercegovine ponovno granatirali šire dubrovačko područje od Konavala do Slanog. U dubrovačku bolnicu dovezeno 16 ranjenih osoba, a nanesene i velike materijalne štete.[2]
- U oslobođenim Otavicama, rodnom mjestu velikog hrvatskog kipara svjetskog glasa Ivana Meštrovića, četnici provalili u dvije od tridesetak grobnih kripti Meštrovićeva mauzoleja. Mauzolej su teško oštetili, a procjenjuje se da je ukradeno šest kiparevih radova, od kojih je neke SR Jugoslavija izložila u Parizu.[2]
- Predsjednik Republike Hrvatske dr. Franjo Tuđman jučer telefonski razgovarao s potpredsjednikom SAD Alom Goreom o aktualnim političkim pitanjima nakon akcije Oluja, priopćeno iz Predsjednikova ureda.[2]

### 14. kolovoza
- Novi američki plan za Bosnu je sad odlučno podržao samo službeni Bonn. Predviđa se susret na vrhu (5 + 3), što znači sastanak šefova država ili vlada članica kontaktne skupine s predsjednicima Hrvatske, Srbije i BiH. Glavna tema bila bi novi mirovni plan i podjela 51:49 u korist hrvatsko-bošnjačke federacije.[2]
- U Banjoj Luci potpisan Dogovor o nesmetanom odlasku civilnog stanovništva s područja Republike Srpske. U ime Srpske potpisnik je potpredsjednik RS Nikola Koljević, a u ime Međunarodnog komiteta crvenog križa (MKCK), odnosno njegovog predsjednika Cornelia Samaruge, njegova zastupnica Lucie Stenthal. Predstavlja protjerivanje Hrvata sa šireg banjolučkog područja.(): [neaktivna poveznica] Priznajem.hr. 15. kolovoza 2019. Pristupljeno 8. rujna 2020.[2]

### 15. kolovoza
- Treba znati da četnici napadaju suverenu, međunarodno priznatu državu, da tuku samo civilne ciljeve, zračnu luku, te da je zbog toga tisuće ljudi u skloništima. Naša je obrana legitimna, a ona uključuje i napad, izjavio u Dubrovniku načelnik Glavnog stožera Hrvatske vojske general zbora Zvonimir Červenko.[2]
- Nakon četiri godine, u 7,10 krenuo iz Splita prvi vlak prema Kninu. Tri vagona kompozicije ispunilo 300 prognanika iz Ružića, Drniša, Potkonja i Knina.[2]
- U dva dana čamcima preko Save u Davor prevezeno 2.000 Hrvata prognanih s banjalučkog područja.[2]
- Kozirev nije uspio na pregovorima u Moskvi uvjeriti američkog pregovarača Anthonyja Lakea da se Beogradu skinu sankcije. Međutim, ruski je parlament 12. kolovoza, jednoglasno i po kratkom postupku, prihvatio zakone o jednostranom izlasku Rusije iz režima međunarodnih sankcija protiv Beograda i o uvođenju ekonomskih sankcija Hrvatskoj.[2]

### 16. kolovoza
- Primajući u Predsjedničkim dvorima izaslanstvo EU, koje je predvodio Javier Solana, dr. Tuđman izjavio da će Hrvatska podržavati mirnu reintegraciju hrvatskih područja u istočnoj Slavoniji i Baranji, ali Srbija mora prestati s okupacijom tog područja.[2]
- U predsjedničkim dvorima dr. Tuđman primio pomoćnika tajnika SAD za europske poslove veleposlanika Richarda Holbrookea, a razgovaralo se o novoj američkoj mirovnoj inicijativi.[2]
- Od oslobođenja Knina do danas Hrvatskoj se vojsci predalo 120 srpskih terorista, koji su se skrivali po okolnim šumama, izjavio u Kninu zapovjednik kninskog zbornog mjesta general pukovnik Ivan Čermak.[2]

### 18. kolovoza
- Predsjednik Republike Hrvatske dr. Franjo Tuđman po drugi put u ovom tjednu razgovarao u Zagrebu s pomoćnikom američkog državnog tajnika Richardom Holbrookeom, a glavna tema razgovora bila nova američka mirovna inicijativa. U međuvremenu Holbrooke je u Beogradu razgovarao i sa srbijanskim predsjednikom Slobodanom Miloševićem.[2]
- Drvar pod kontrolom hrvatskih oružanih snaga, a Trebinje u okruženju.Elitne postrojbe srpske vojske u okolici Drvara, kod Derala, potpuno potučene i rastjerane, a srpski civili napustili oba grada.[2]
- Hans van den Broek i Javier Solana prekjučer za dlaku izbjegli smrt od srpskih metaka kod Sarajeva, javljeno u nizozemskim medijima. U pratnji UN konvoja vozilo dvojice europskih izaslanika izrešetano mecima sa srpskih položaja.[2]
- Britanska se vlada teško miri s novim odnosom snaga na Balkanu, objašnjenje je diplomata zašto je Oluja u Britaniji popraćena neviđenim bijesom na Hrvatsku.[2]

### 19. kolovoza
- Mirovni prijedlog SAD polazi od toga da su istočna Slavonija i Baranja sastavni dio Hrvatske i da nema nikakvog govora o tome da se nekakvim referendumom dopusti bilo kome da se izjašnjava kome to područje pripada. Jedino smo izrazili spremnost da se to područje uključi u ustavno-pravni sustav Hrvatske na miran način, izjavio predsjednik Tuđman na novinskoj konferenciji u Zagrebu.[2]

### 20. kolovoza
- Oko 30.000 Abdićevih poklonika potražilo spas u selima Miholjsko i Kuplensko, na cesti Velika Kladuša - Karlovac.Znamo za sporazum Hrvatske i BiH vezan za naš povratak, cijenimo nastojanja jednih i drugih na oprost i garanciju mirnog života, aline vjerujemo 5. korpusu, kažu izbjeglice.[2]
- Predsjednik Predsjedništva BiH Alija Izetbegović optužio u Sarajevu bosanske Srbe za genocid i rekao da ne može biti mira dok se oni vojno ne poraze i potpuno izoliraju, te iznio 12 točaka neslaganja s američkim mirovnim planom.[2]
- Tijela trojice poginulih visokih američkih dužnosnika - zamjenika pomoćnika državnog tajnika Roberta Frasurea, zamjenika američkog ministra za Europu i NATO Josepha Kruzela, te pomoćnika u američkom Vijeću za nacionalnu sigurnost Nelsona Drewa - koji su poginuli jučer kada je francuski transporter UN-a sletio s igmanske ceste u minsko polje, prevezena u splitsku zrakoplovnu luku, gdje su ispraćena za SAD.[2]
- Britanski helikopter s četiri člana posade srušio se u Jadran blizu Ploča.[2]

### 21. kolovoza
- Sto osamnaest tisuća prognanih Hrvata,uključujući i one iz zapadne Slavonije, mogu odmah krenuti svojim kućama, izjavio na konferenciji za novinare u Zagrebu predstojnik Vladina Ureda za prognanike i izbjeglice dr. Adalbert Rebić. Prema njegovim procjenama, iz Hrvatske je preko Siska, Lipovljana, Lipovca u samoorganiziranim kolonama prema Srbiji otišlo 110.000 Srba.[3]
- Predsjednik Tuđman primio u Predsjedničkim dvorima posebnog izaslanika ruskog predsjednika Jeljcina Aleksandra Zotova.[3]
- Zagrebački nadbiskup kardinal Franjo Kuharić uputio moskovskom patrijarhu Aleksiju pismo, odgovarajući na njegovo pismo od 9. kolovoza, u kojem je ruski patrijarh izrazio zabrinutost za sudbinu srpskih civila. Kuharić mu piše da su Srbi otišli unatoč svim jamstvima, na nalog svojih vlasti, a također i na poziv Srpske pravoslavne crkve.[3]

### 22. kolovoza
- Redoviti željeznički promet na pruzi Zagreb-Oštarije-Knin-Split uspostavit će se od ponedjeljka, 28. kolovoza.[3]
- Štete nastale bombardiranjem Dubrovnika procijenjene na više od 350 milijuna dolara.[3]
- Oluja je postala višestruko neugodna za jedan broj svjetskih političkih moćnika, razotkrila je licemjerje Zapada na Balkanu, pokvarila račune Parizu, Londonu i Moskvi, zbog toga je medijska kampanja protiv Hrvatske pokušaj da se politički moralno oslabi Zagreb.[3]

### 23. kolovoza
- Hrvatske su vlasti u Kninu dostavile zapovjednicima UNCRO-a popis osoba osumnjičenih za ratne zločine i genocid nad civilnim stanovništvom a još se nalaze u bazi UNCRO-a, izjavio novinarima general Ivan Čermak, zapovjednik Zbornog mjesta Knin. Na popisu se nalazi 61 osoba.[3]
- U odnosu prema veličini akcije Oluja nije bilo mnogo žrtava, pogotovo ne medu civilima, izjavio u Beču, gdje se nalazi u službenom posjetu, dr. Mate Granić. Hrvatska osuđuje svako nedolično vladanje i pljačku, ali, moramo se prisjetiti da je 210.000 hrvatskih kuća tijekom srpske agresije 1990. i 1991. bilo na tom području srušeno, spaljeno, ili oštećeno.[3]

### 24. kolovoza
- Istražni sudac Županijskog suda u Splitu donio rješenje o provedbi istrage protiv dvadesetak pripadnika paravojnih postrojbi za koje postoji utemeljena sumnja da su od 1991. do 1995. u naseljenim mjestima općina Vrlika i Sinj kao pripadnici paravojnih četničkih postrojba pljačkanjem, paljenjem, rušenjem i ubijanjem i na ostale načine fizički zlostavljali nesrbe.[3]
- Još 706 izbjeglica iz sjeverozapadne Bosne prihvaćeno u Davoru.[3]
- Prema procjenama Visokog povjereništva UN-a za izbjeglice (UNHCR), u Hrvatsku s banjalučkog područja protjerano u proteklih sedam dana više od 11.500 Hrvata.[3]
- Predsjednik SAD Bill Cinton odredio novi pregovarački tim za prostor bivše Jugoslavije, kojeg će i dalje voditi pomoćnik državnog tajnika Richard Holbrooke, a poginule američke diplomate će zamijeniti Robert Owen, predstavnik SAD u kontaktnoj skupini, brigadni general Donald Kerrick, obavještajni stručnjak i pomoćnik pri Vijeću za nacionalnu sigurnost, James Pardew, voditelj radne skupine za Balkan u Pentagonu i Christopher Hill, voditelj Ureda za jugoistočnu Europu State Departmenta.[3]

### 25. kolovoza
- Glavni tajnik UN-a Boutros Ghali predložio Vijeću sigurnosti UN-a U New Yorku smanjenje snaga UNCRO-a u Hrvatskoj na ispod 2.500 do sredine studenoga. Oni bi trebali ostati u istočnoj Slavoniji.[3]
- Hrvatska je potpuno otvorena svim međunarodnim udrugama za ljudska prava i svim humanitarnim društvima, kojih je u Hrvatskoj registrirano gotovo 300, više no igdje u Europi, rekao dr. Mate Granić, koji se nalazi u posjetu Austriji, u razgovoru s austrijskim kancelarom dr. Franzom Vranitzkim.[3]

### 26. kolovoza
- Uoči odlaska u Split, predsjednik Tuđman primio u Predsjedničkim dvorima senatore SAD Roberta Kerreya i Johna Warnera, rekavši im da je Hrvatska za mirnu reintegraciju okupiranih područja istočne Slavonije i Baranje, te da je političko rješenje krize u skandinavizaciji regije. Međutim, Beograd mora odustati od okupacije.[3]
- Predsjednik Republike Hrvatske dr. Franjo Tuđman, prvim vlakom - Vlakom slobode - koji je nakon četiri godine ponovno povezao južnu sa središnjom Hrvatskom preko Karlovca, Gospića i Knina, doputovao u Split.[3]

### 27. kolovoza
- U Sinju održano jubilarno 280. natjecanje Sinjske alke.[3]
- Uspostavljena redovna željeznička veza Zagreb - Split, Marjan Express vozi svakog dana.[3]
- U Kninu boravila američka delegacija predvođena direktorom u senatskom Komitetu za europska pitanja dr. Michaelom Hatzelom, koji je izjavio novinarima da su vidjeli što su Srbi za vrijeme okupacije učinili od hrvatskih kuća i sakralnih spomenika te da su pravoslavne crkve netaknute.[3]
- Pripadnici nizozemskog Dutchbata javno priznali da su njihovi plavci odgovorni za pokolj u Srebrenici, jer su civile prepustili klanju Mladićevih hordi.[3]

### 28. kolovoza
- U zločinačkom srpskom artiljerijskom napadu s Trebevića na središte Sarajeva ubijeno 33, a ranjeno 57 civila. Jedan projektil pogodio prostor ispred tržnice Markale, samo tridesetak metara od mjesta gdje su isti zločinci 6. veljače 1994. granatom ubili 69, a ranili 200 civila.[3]
- Pregovori na Debelom brijegu o korištenju vode s izvorišta Plata za potrebe Herceg Novog nisu održani, jer predstavnici Crne Gore i predstavnici Srba iz istočne Hercegovine u dogovoreno vrijeme nisu se pojavili. Umjesto pregovora srpski vođa iz Trebinja, Vučurević odlučio pojačati topnički napad na šire dubrovačko područje.[3]
- Pad srpske krajine izazvao sukob u Srpskoj pravoslavnoj crkvi. Na biskupskoj konferenciji militantna frakcija pod vodstvom crnogorskog metropolita Amfilohija zatražila od Crkve da se založi za protjerivanje svih Hrvata iz Srbije. No, treba ih protjerati iz kuća uz pjesmu i glazbu, u skladu s poslovičnom srpskom gostoljubivošću, dodao je Amfilohije, piše bečki Der Standard.[3]

### 29. kolovoza
- Predsjednik Predsjedništva BiH Aiija Izetbegović, koji se nalazi na čelu delegacije BiH u Parizu, zatražio od UN-a i NATO-a da se kazne bosanski Srbi, zbog napada na Sarajevo.[3]
- Na oslobođenom području pronađeno dosad više grobnica u kojima su zakopani Hrvati ubijeni 1991. godine i one će biti istražene u prisutnosti međunarodnih promatrača, izvijestio novinare u Zagrebu potpredsjednik Vlade dr. Ivica Kostović.[3]
- S banjalučkog područja u Hrvatsku pobjeglo 978 novih izbjeglica, čime se njihov broj popeo na 15.152 osobe, iz Vojvodine prebjeglo 565 Hrvata.[3]
- Glasnogovornik zaštitnih snaga UN Philip Arnold potvrdio je na konferenciji za novinare u Zagrebu da je posljednji pokolj u Sarajevu, kada je ubijeno gotovo 40 civila, nesumnjivo djelo Srba.[3]
- Parlament bosanskih Srba prihvatio, bez ikakvih uvjeta, američku inicijativu za političko rješenje krize u bivšoj Jugoslaviji, što je rezultat posjeta i razgovora Karadžića, Krajišnika i Mladića Beogradu.[3]

### 30. kolovoza
- Zrakoplovi NATO-a, ukupno njih 60, uz podršku topništva Snaga za brzu intervenciju, izveli tri uništavajuća napada na položaje bosanskih Srba na području Tuzle, Goražda i Mostara kao odgovor na srpsko ubijanje civila u Sarajevu. Akciju NATO-a podržao cijeli svijet osim Rusije.[3]
- Glavni ravnatelj UN za prosvjetu, znanost i kulturu Federico Mayor odgovorio na pismo hrvatske veleposlanice pri UNESCO-u Vesne Girardi-Jurkić od 5. kolovoza, u povodu topničkih napada na Dubrovnik, potvrdivši da je Dubrovnik zaštićen Konvencijom o zaštiti kulturnih dobara (Den Haag 1954.), te se napad na njega smatra ratnim zločinom.[3]

### 31. kolovoza
- Hrvatski predsjednik dr. Tuđman primio u Predsjedničkim dvorima američkog državnog tajnika Richarda Holbrookea, nakon njegova posjeta Beogradu, te dao svoju potporu američkoj mirovnoj inicijativi.[3]
- Zapovjednik južnog krila NATO-a američki admiral Leighton Smith izjavio na konferenciji za više od 600 novinara u Napulju, da su od srijede, 30. kolovoza, ujutro, kad je počela akcija nazvana Odlučna sila, zrakoplovi NATO-a izveli više od 300 polijetanja na 23 cilja u BiH i zaključio da akcija neće završiti dok ne nestane prijetnja za Sarajevo i druge zaštićene zone.[3]
- Na kraju prvog dana zračnih i topničkih napada na bosanske Srbe službeni Washington izražava zadovoljstvo postignutim efektima, a glasnogovornik State Departmenta Nicholas Burns ističe da je to kraj sna o velikoj Srbiji.[3]
- Britanska reagiranja na operaciju u BiH izražavaju više neraspoloženja nego optimizma, a komentator Timesa tvrdi da intervencija koju je ishodila bosanska vlada neće uspostaviti pravdu na Balkanu i da će krajnji rezultat biti suprotan od željenog.[3]
- Ministar unutrašnjih poslova RH Ivan Jarnjak posjetio Knin, Lapac, Srb, Gračac i relejni centar Ćelavac, te bio nazočan početku velike akcije čišćenja Dinare od zaostalih četničkih terorista.</U[3]
- Hrvatska Vlada donijela uredbu, prema kojoj će napuštene stanove i kuće preuzeti na upravljanje država, te ih dati na korištenje Hrvatima izbjeglima iz Vojvodine i BiH i prognanicima čije su kuće uništene.[3]
- Vojna djelovanja NATO-a j UN-a u BiH izazvala negativne reakcije u Beogradu, gdje je zabilježeno više napada na osoblje UN-a i njihove automobila, a razbijena su i stakla na Uredu UN-a.[3]